# Перес, Рене
Рене Перес (англ. Renee Perez; родилась 8 декабря 1984, Хендерсон, Невада, США) — американская фотомодель и порноактриса.

## Биография
Перес начала сниматься в порноиндустрии в возрасте 19 лет. Во время учёбы в колледже она работала под псевдонимом Рене Диас. Перес родом из Лас-Вегаса, поэтому она появилась в Hustler до поступления в колледж. Она подписала контракт с Ninn Worx до октября 2008 года. Впервые с партнером появилась в фильме «House of Perez 2». Её первый контракт на «мальчик / девочка» сцену был заключён на фильм «дом Переса 2». В январе 2008 года она начала профессионально танцевать в клубе «Spearmint Rhino». Потом танцевала в клубе «Deja Vu Showgirls» в Лас-Вегасе.
В порносъемках отдала своё предпочтение соло и лесби сценам.
По данным на 2020 год, Рене Перес снялась в 70 видео.

## Награды и номинации
| Год  | Премия      | Номинация                        | Фильм       | Результат |
| ---- | ----------- | -------------------------------- | ----------- | --------- |
| 2005 | Penthouse   | Киска месяца                     |             | Победа    |
| 2010 | AVN Award   | Лучшая сольная сексуальная сцена | Solamente 2 | Номинация |
| 2010 | XBIZ Awards | Старлетка года                   |             | Номинация |